# Грашалковићева палата у Сомбору
Грашалковићева палата у Сомбору подигнута је у периоду 1750–1763. године и представља непокретно културно добро као споменик културе од великог значаја.

## Изглед зграде
Зграда је подигнута је као угаона једноспратна грађевина на Тргу Св. Тројства (некада Трг братства и јединства) као канцеларија за колонизовање Немаца у Бачкој. Име је добила по грофу Антуну Грашалковићу (1693–1771) царском намеснику и управнику царских одбора. Од 1891. године у њој је била смештена пошта и тада је дозидан тракт у Змај Јовиној улици.
Основа је у облику слова „П“ са средишњим ризалитом и два бочна крака, по угледу на барокне административне зграде. Хоризонтални венац дели фуговану фасаду на приземље и спрат. Посебан акценат композицији даје засведен улаз и балкон на првом спрату са декоративно обрађеном оградом од кованог гвожђа. Отвори су правоугаони, у приземљу завршени плитко профилисаним тимпаноном, а на спрату архитравном гредом и потпрозорником на конзолама.
Конзерваторски радови су обављани 1994. и 1995. године